# Oksa
Pour la commune, voir Oksa (gmina).
Oksa est une localité polonaise, siège de la gmina d'Oksa, située dans le powiat de Jędrzejów en voïvodie de Sainte-Croix.